# Shanon Carmelia
Shanon Carmelia (Boca Samí, 20 marzo 1989) è un calciatore olandese, centrocampista dell'USV Hercules e della nazionale di Curaçao.

## Caratteristiche tecniche
Centrocampista, può giocare anche come difensore centrale.

## Carriera

### Club
Comincia a giocare nelle Antille Olandesi (Curaçao dal 2010), allo Jong Colombia. Nel 2011 si trasferisce nei Paesi Bassi, al N.E.C. Nel 2012 passa al JVC Cuijk. Nel 2016 viene acquistato dall'IJsselmeervogels.

### Nazionale
Ha debuttato con la nazionale delle Antille Olandesi il 9 giugno 2008, nell'amichevole Antille Olandesi-Venezuela (0–1). Ha collezionato in totale, con la maglia della nazionale delle Antille Olandesi, una presenza. Ha debuttato con la nazionale di Curaçao (nata dopo la dissoluzione delle Antille Olandesi) il 6 settembre 2011, in Curaçao-Haiti (2–4). Ha messo a segno le sue prime due reti con la maglia della nazionale di Curaçao il 15 novembre 2011, nell'amichevole Curaçao-Isole Vergini americane (6–1). Nel 2017 viene inserito nella lista dei convocati per la Gold Cup 2017.